# Grigorowitsch M-1
Die Grigorowitsch M-1 (russisch Григорович М-1) ist ein einmotoriges Flugboot russischer Herkunft.

## Entwicklung
Die M-1 entspricht im Wesentlichen der französischen Donnet-Lévêcque des Baujahres 1912. Das zweisitzige Flugzeug wurde in Gemischtbauweise hergestellt. Die Piloten fanden nebeneinander Platz. Der Antrieb erfolgte durch einen Gnome-Motor und einen hölzernen Schubpropeller. Zur Stabilisierung auf dem Wasser befanden sich am Ende der unteren Tragflügel Stützschwimmer. Für die Anlandung und das Zuwasserbringen verfügte die Maschine über Laschpunkte für einen Slipwagen.
Gegenüber dem Ausgangsmuster kürzte Dmitri Grigorowitsch den Bug um etwa einen Meter, änderte das Flügelprofil (Farman F.16) und verringerte die Bootsstufe von 200 mm auf 80 mm. Die Maschine flog erstmals im Herbst 1913 und erfüllte durch verbesserte Handhabung die Erwartungen.

## Technische Daten
| Kenngröße    | Daten                        |
| ------------ | ---------------------------- |
| Spannweite   | 9,5 m                        |
| Länge        | 7,4 m                        |
| Flügelfläche | 18,2 m²                      |
| Leermasse    | 420 kg                       |
| Startmasse   | 620 kg                       |
| Antrieb      | 1 × Gnome zu 36,8 kW (50 PS) |